# Drepanosticta sharpi
Drepanosticta sharpi är en trollsländeart som först beskrevs av Laidlaw in Laid och F 1907.  Drepanosticta sharpi ingår i släktet Drepanosticta och familjen Platystictidae. IUCN kategoriserar arten globalt som otillräckligt studerad. Inga underarter finns listade i Catalogue of Life.